# Provaglio d'Iseo
Provaglio d'Iseo (Pruài in dialetto provagliese - Proài d'Izé in dialetto bresciano) è un comune italiano di 7 108 abitanti. Il comune, che comprende il capoluogo Provaglio e le frazioni Provezze e Fantecolo, dista circa 16 km dal capoluogo provinciale. Provaglio è in Franciacorta, zona collinare della Provincia di Brescia. Degni di nota il Monastero di San Pietro in Lamosa e le Lame, zona umida di particolare rilievo, inserite nell'ambito delle Torbiere del Sebino.
Dal 2017 Provaglio d'Iseo è gemellato con il comune francese di Dardilly, nei pressi di Lione.

## Geografia fisica

### Territorio

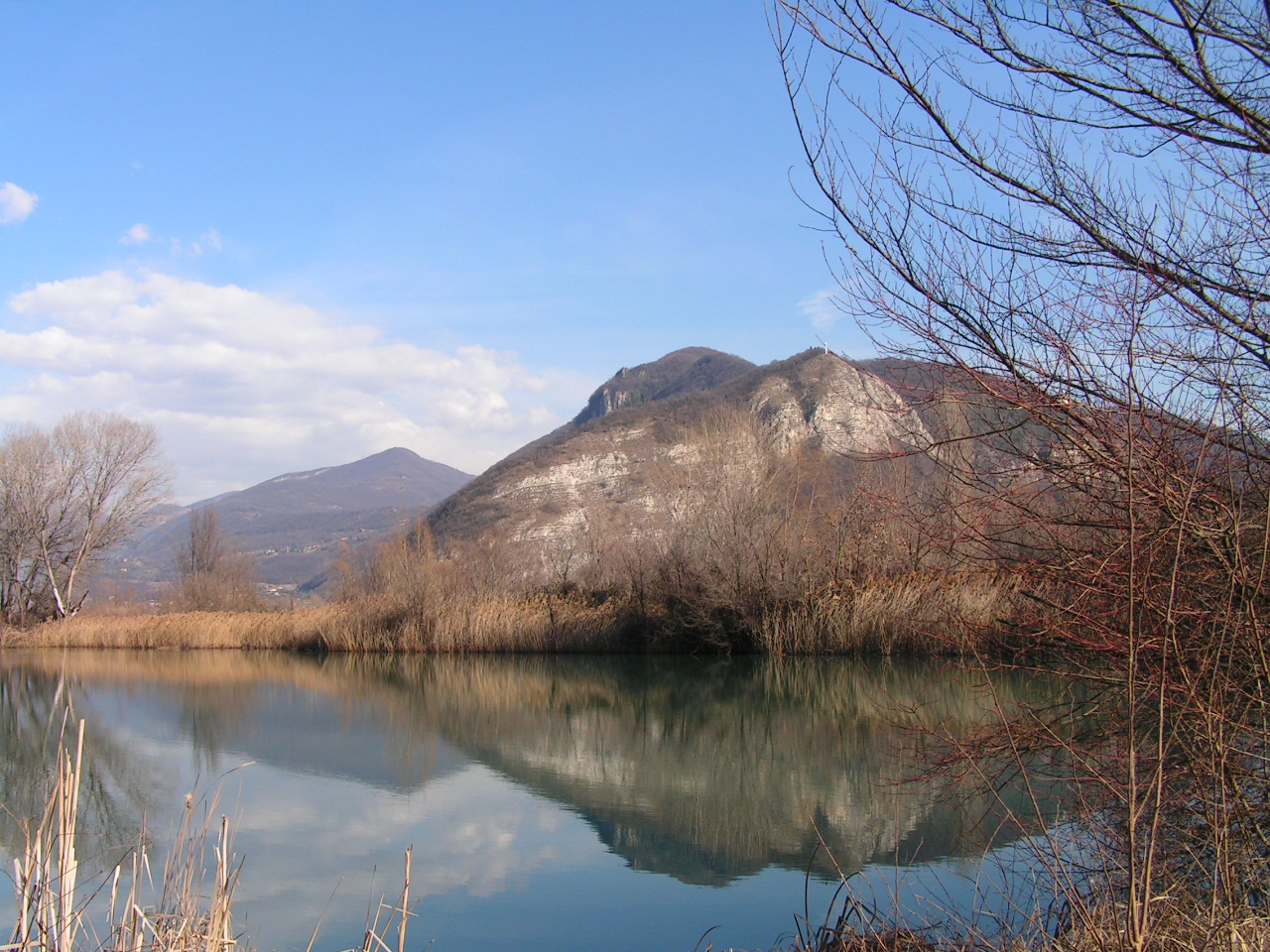
Vista del Monte Cognolo dalle Torbiere, nel territorio provagliese.

Il paese è ubicato in Franciacorta, ai piedi del Monte Cognolo (674 m) e sopra la Riserva naturale Torbiere del Sebino. 
Ed è proprio da tale collocazione geografica che deriva il nome del paese, dal latino pro-vallem ("prima della valle"), che si riferisce alla depressione sottostante Provaglio in direzione del Sebino, dove si estende l'ampio bacino delle torbiere. Celebre è la rappresentazione delle torbiere del duo Carli-Rinaldi in un quadro ad oggi andato disperso.
Il centro del paese si trova ad un'altezza di circa 330 metri s.l.m.; in ogni caso il paese è prevalentemente pianeggiante.

### Idrografia
Il principale specchio d'acqua è quello della Riserva naturale Torbiere del Sebino, importante per la ricchezza di flora e fauna.
Il paese è molto vicino al Lago d'Iseo anche se, come potrebbe far intuire il nome, non è bagnato dalle sue acque.

## Storia
Il territorio di Provaglio era sicuramente abitato in epoca preistorica. Reperti rinvenuti nelle torbiere fanno ritenere che vi esistesse un villaggio palafittico. Altri reperti archeologici attestano che Provaglio d'Iseo fu abitato ai tempi dell'Impero Romano. Provaglio, in epoca romana, era attraversato da un'importante strada romana consolare che metteva in comunicazione Brescia (lat. Brixia) con la Val Camonica (lat. Vallis Camunnorum) costeggiando il lago d'Iseo (lat. Sebinus lacus: da cui il nome della strada) e terminando a Rognum (Rogno).
Poi fece parte della pieve di Iseo, dalla quale si staccò attorno al 1200 come parrocchia stabilita nel Monastero di San Pietro in Lamosa, la cui rilevanza artistica e architettonica merita un cenno a parte. Provaglio fu per secoli località di transito dei prodotti agricoli e di legname del vicino mercato d'Iseo, mentre l'occupazione principale era quella agricola. Fu coinvolto nelle discordie, spesso violente, tra guelfi e ghibellini. Agli inizi del Quattrocento Pandolfo III Malatesta ne distrusse il castello. Lungo le dominazioni Veneta, durata circa tre secoli e mezzo, napoleonica e austriaca la grande storia sfiorò appena Provaglio. Nel 1493 il comune di Provaglio contava 1 080 abitanti, quello di Provezze 620. Nel 1590 gli abitanti dell'uno e dell'altro erano rispettivamente 981 e 672.
Nel novembre del 1629, un reparto di lanzichenecchi in fuga dall'assedio di Mantova venne affrontato nei pressi di Provaglio. Ne rimasero uccisi una cinquantina e diciotto finirono prigionieri. Ma nella primavera successiva venne la peste a colpire duramente i due paesi: nel 1637 Provaglio scese a 744 abitanti e Provezze a 484. Nel secolo successivo la popolazione aumentò e nel 1766 Provaglio era abitato da 988 persone e Provezze da 573. Si ritenne che la chiesa di San Pietro in Lamosa fosse inadeguata a raccogliere i fedeli e sul finire del Settecento si pose la prima pietra della nuova parrocchiale dei Santi Pietro e Paolo terminata nel 1817. Il clarense Giuseppe Teosa (1758–1848) la decorò con buoni affreschi.
Già dal finire del Settecento era iniziato lo sfruttamento dei depositi di torba nelle lame che occupò sempre più addetti alle escavazioni fino a raggiungere i duecento operai alla fine dell'Ottocento, quando erano aperte sette cave. Poi gli occupanti diminuirono perché alla torba si sostituì prima il carbone e poi l'energia elettrica nelle filande iseane.
L'escavazione di torba riprese durante la seconda guerra mondiale per cessare del tutto negli anni sessanta. Si accentuò così il fenomeno, già in corso ma in misura limitata, dei lavoratori pendolari soprattutto verso Brescia; negli anni ottanta essi salirono a quasi ottocento, malgrado iniziative locali avessero avviato piccole e grandi industrie soprattutto nei settori meccanico, elettronico, della plastica e delle costruzioni.
Nel 1928 al comune fu aggregato il soppresso comune di Provezze.
Dai 3 161 abitanti censiti nel 1931 dopo l'aggregazione del comune di Provezze, si sono superati i 4 000 abitanti nel 1951 e i 5000 nel 1991, allorché gli occupanti erano 1439 di cui 536 nelle aziende metalmeccaniche, 406 nel settore tessile ed alimentare, 141 nelle costruzioni.
A Provaglio fino al 1850 prosperavano gli ulivi sulle pendici esposte al sole e al riparo dai geli. Da circa un ventennio la coltura dell'olivo è stata ripresa così che in Franciacorta Provaglio è secondo in tale coltura solo a Monticelli Brusati. Sempre negli anni settanta è diminuita invece di circa il 40 per cento la superficie riservata alla vite, benché rappresenti ancora un quinto della superficie agricola. Ciò coincide con un calo dei coltivatori diretti, mentre prospera e s'ingrandisce a circa trenta ettari la grande azienda vitivinicola Bersi Serlini del Cerreto. Al Fontanì, località di accesso alle torbiere di Provaglio, nel 1993 è stato aperto un piccolo museo illustrante le torbiere stesso con materiale vario, naturalistico ed etnografico.

### Simboli
Lo stemma e il gonfalone sono stati concessi con decreto del presidente della Repubblica del 22 gennaio 2001.
Lo stemma venne creato nel 1939 ma formalmente concesso solo nel 2001. Le spighe sono un richiamo all'origine rurale del paese e il leone è ispirato a 
quello che è l'emblema di Brescia.
Il gonfalone è un drappo partito di bianco e di azzurro.

## Monumenti e luoghi d'interesse

### Castello
Rimangono oggi solo pochi resti di quello che era il castello di Provaglio, posto a guardia della strada che conduce a Brescia.
È annotato nel Catastico Bresciano di Giovanni Da Lezze.

### Il Palazzo Francesconi

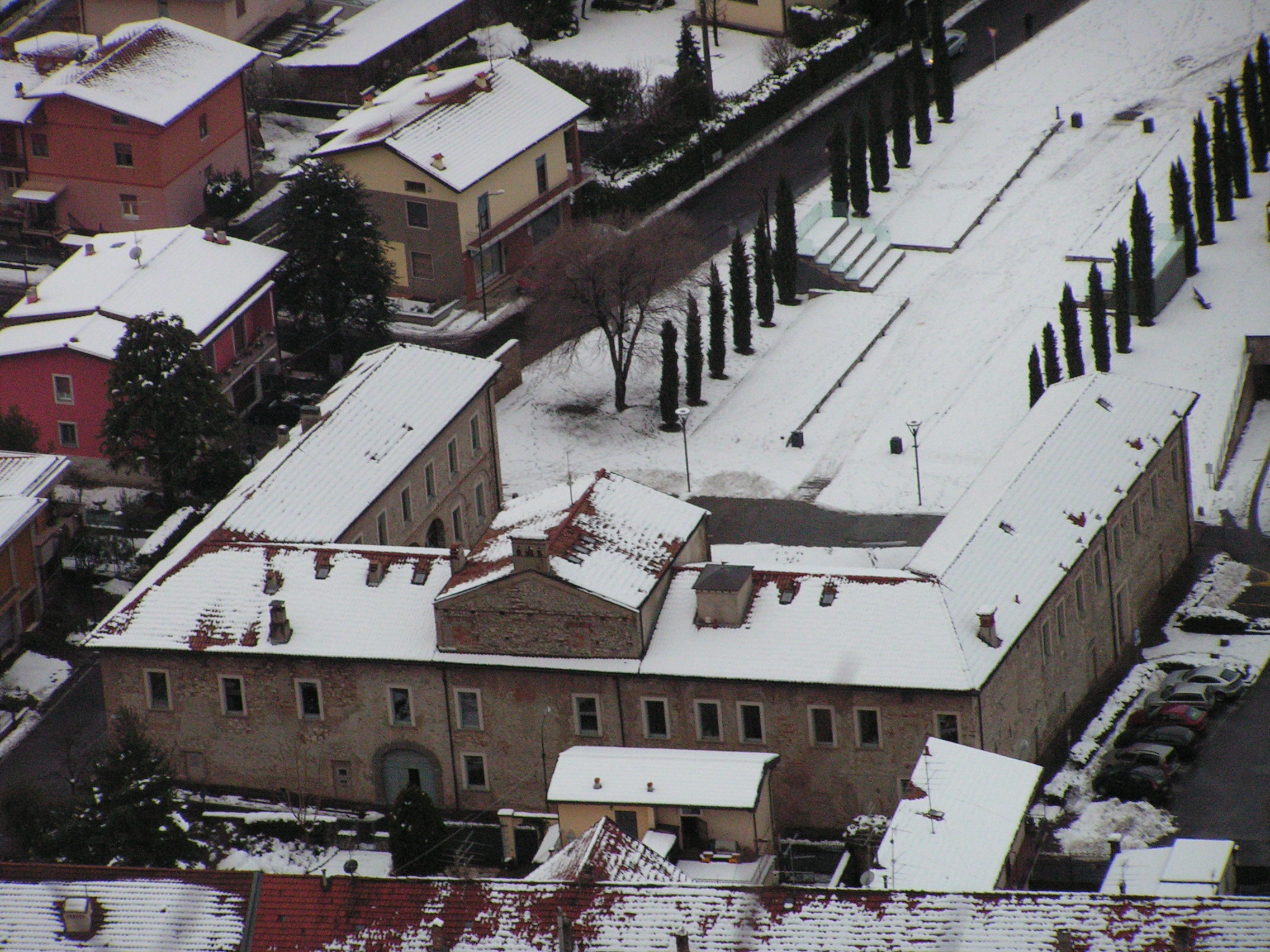
Vista di Palazzo Francesconi dall'alto sotto la neve

L'edificio che ospita il Municipio di Provaglio è un complesso edilizio pluristratificato, sorto alla fine del XV secolo sopra preesistenze medioevali: il muro di recinzione a spina di pesce e una piccola costruzione rurale. L'edificio rinascimentale era costituito da due corpi di fabbrica con altezze diverse, che presentavano verso sud un ampio porticato sovrastato da logge. Le caratteristiche edilizie e la qualità delle decorazioni pittoriche, di cui si è trovata traccia, consentono di capire che si trattava di una dimora di prestigio, presumibilmente adibita ad uso di casa di campagna. Durante i secoli successivi il complesso subì alcune trasformazioni parziali, in grado di adattarlo alle nuove esigenze legate al progredire dell'agricoltura; in particolare fu aggiunta una nuova ala adibita a cantina ed a locali legati ad una corte rustica.
I diversi adattamenti avevano sempre più compromesso l'immagine dell'antica dimora signorile, tanto che nel XVII secolo si sentì la necessità di promuovere una radicale opera di ristrutturazione dell'intero complesso. Con questo intervento la costruzione fu adattata al nuovo gusto neoclassico. Il corpo centrale, che mantenne una destinazione a uso signorile, fu dotato, al piano terra, di un nuovo porticato con colonne in pietra di Sarnico e di una torretta: gli interni, inoltre, furono decorati con pitture murali di carattere geometrico. Le due nuove barchesse erano invece destinate a deposito di prodotti e macchinari agricoli. In sostanza si costituì un grande complesso prestigioso e rispondente nella forma al gusto dei tempi, attento comunque nel riporre una commistione tra parti residenziali e parti più prettamente destinate al supporto di attività agricole. Nei secoli XIX e XX l'edificio subì nuovi adattamenti fino a diventare sede del Municipio.
Il palazzo è stato restaurato nel 1992-1993 dopo un attento studio architettonico-archeologico, attuato secondo le più moderne tecniche della ricerca stratigrafica, che ha evidenziato le preesistenze e la complessità della sua storia secolare.

### Chiesa della Madonna del Corno

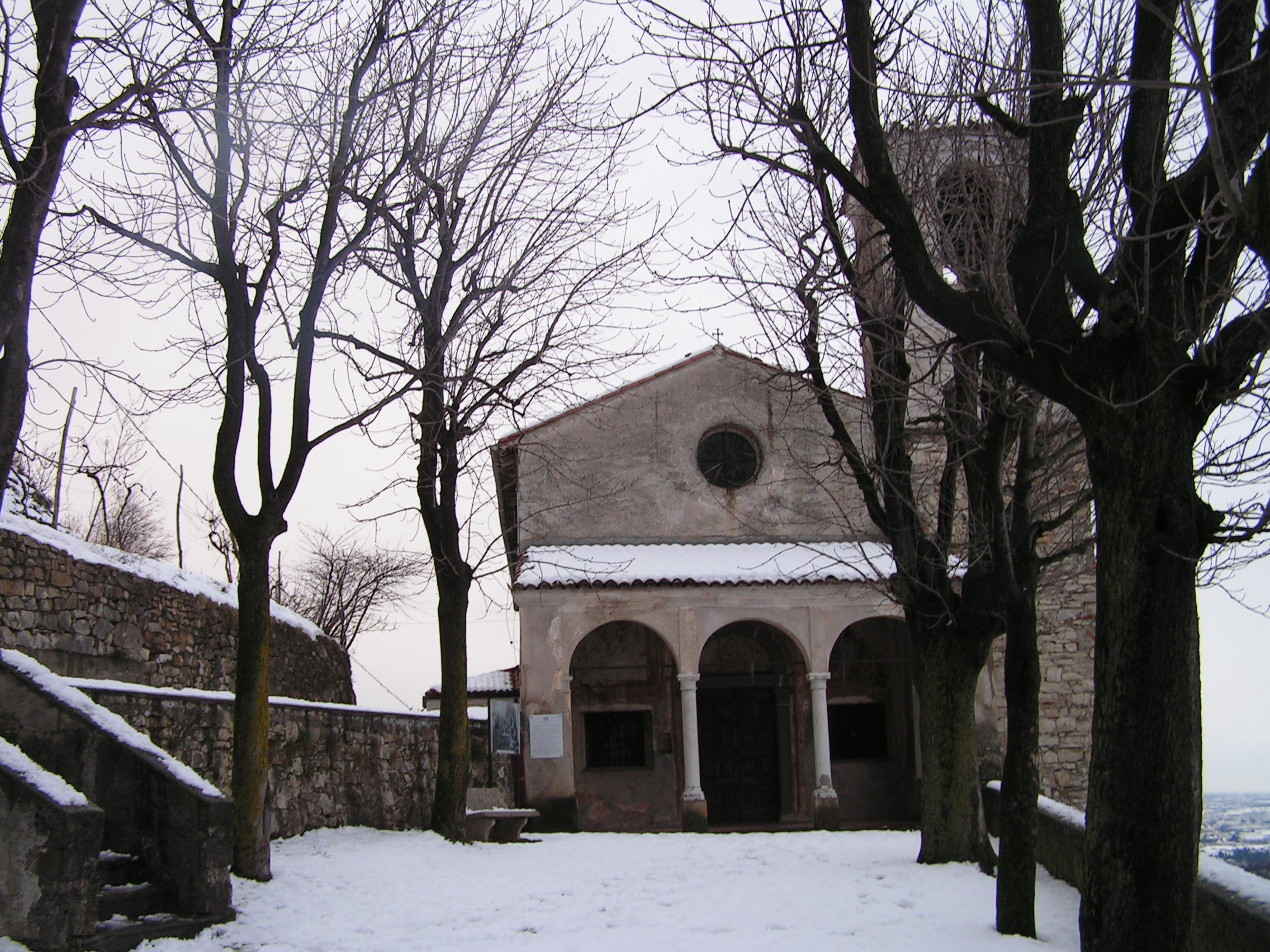
Madonna del Corno

La chiesa fu eretta intorno al 1500 e dedicata all'Annunciazione della Madonna. Meta di numerose visite pastorali, viene descritta come una Chiesa piccola ma molto frequentata dalla popolazione locale.
Nel 1598 la Chiesa viene chiamata Madonna della Ceriola, come che però scompare per diventare Madonna del Corno, per via della sua posizione sulla montagna.
Nel 1992 il Comune di Provaglio d'Iseo inizia il recupero di questo monumento, consolidandone le strutture.
A partire dall'8 maggio 1994, la parte abitativa è stata concessa in comodato al gruppo CAI di Provaglio d'Iseo che, con opera di volontariato, rende la struttura fruibile da parte dell'intera popolazione.

### Chiesa di San Bernardo
Situata in contrada Zurane, è una chiesa a navata unica costruita tra la metà del XV secolo e l'inizio del XVI.

### Altri edifici storici
- Chiesa dei Santi Pietro e Paolo
- Chiesa di S. Antonio di Padova[9]
- Casale Cascina Badino[10]
- Cascina Bardellone - complesso[11]

## Società

### Evoluzione demografica
Abitanti censiti

## Geografia antropica

### Frazioni

#### Fantecolo
Frazione posta a oriente del saliente delle valli sorde, a meridione di Provezze e ad occidente di Camignone.
Ad ovest della frazione c'è la collina omonima ovvero il monte Fantecolo (m. 336 s.l.m.).
Secondo il Mazza (1986), il toponimo deriverebbe dal latino fanticulus o fantecculus: piccola fonte.
Il Monastero di Santa Giulia ebbe dei possedimenti nell'alto medioevo. Fu feudo della famiglia Fenaroli dal XIII al XIV secolo: il ramo acquisirà la distinzione "da Fantecolo" a partire dal XVII secolo al fine di segnalarsi da altri membri della nobile famiglia bresciana.
La chiesa di Sant'Apollonio fu edificata fra il Quattrocento e il Cinquecento. Nel medioevo non è certo se la comunità appartenesse alla pieve d'Iseo o a quella di Bornato. Fino al 1946 fu dipendente dalla parrocchia di Provezze.
Dal punto di vista amministrativo, non vi sono testimonianze dell'esistenza di un comune autonomo: nella Descrizione Generale del 1764 la comunità risulta aggregata al comune di Provezze e sotto tale amministrazione vi rimase dall'epoca napoleonica fino al 1928, quando la municipalità provezzese fu soppressa.
Nella frazione ha sede la piscina comunale, molto frequentata dagli abitanti del comune e dei comuni limitrofi.

#### Provezze
La frazione è posta ad occidente di Monticelli Brusati. Fu comune autonomo fino al 1928, quando fu soppresso secondo quanto stabilito dal Regio Decreto 28 giugno 1928, n. 1682.

## Infrastrutture e trasporti
A ovest di Provezze è presente il nuovo percorso della strada provinciale BS510; in origine, il tracciato della statale attraversava anche Provaglio d'Iseo: proveniente da Camignone, percorreva via Brescia e via Sebina in direzione di Iseo.
Provaglio è servito dalla fermata di Provaglio-Timoline sulla ferrovia Brescia-Iseo-Edolo, attiva dal 1911 e che si trova nei pressi del passaggio a livello di via Stazione Nuova, in direzione di Timoline. Tra il 1885 e il 1932, era presente anche un altro tracciato ferroviario che collegava Brescia a Iseo transitando per Monterotondo di Passirano: la stazione si trovava lungo l'attuale via Stazione Vecchia.
Provaglio e Fantecolo sono servite dall'autolinea Iseo-Provaglio-Brescia, gestita dalla Ferrovie Nord Milano Autoservizi (FNMA).

## Amministrazione
| Periodo | Periodo   | Primo cittadino       | Partito            | Carica  | Note          |
| ------- | --------- | --------------------- | ------------------ | ------- | ------------- |
| 1990    | 2004      | Giovanni Pagnoni      | Lista civica       | sindaco | [ 16 ]        |
| 2004    | 2014      | Giuseppina Martinelli | Lista civica       | sindaco | [ 17 ] [ 18 ] |
| 2014    | 2019      | Marco Simonini        | Pro.Va.Lo.         | sindaco | [ 19 ]        |
| 2019    | In carica | Vincenzo Simonini     | Civica Bene Comune | sindaco |               |

## Sport

### Proài-Gölem
La Proài-Gölem (Maratona del Guglielmo) è una gara nazionale di fondo in montagna che si svolge da Provaglio d'Iseo al Monte Guglielmo. La corsa nacque nel 1991 per iniziativa di alcuni componenti del CAI di Provaglio d'Iseo e si estende su una distanza di 30 km e 400 metri, con un dislivello di 2278 m in salita e 550 m in discesa.

### Scacchi
A Provaglio ha sede l'Associazione scacchistica della Franciacorta, fondata nel 1983.